# The Kid Auto Races at Venice
The Kid Auto Races at Venice (ook gekend als The Pest) is een Amerikaanse stomme film uit 1914, geschreven en geregisseerd door Henry Lehrman. Het is de eerste film waarin Charlie Chaplin als typetje The Tramp te zien was. Hij speelde eigenlijk dit typetje voor de eerste maal in de film Mabel's Strange Predicament, eerder opgenomen maar pas twee dagen later uitgebracht.

## Rolverdeling
| Acteur                | Personage     |
| --------------------- | ------------- |
| Charlie Chaplin       | The Tramp     |
| Henry Lehrman         | filmregisseur |
| Frank D. Williams     | cameraman     |
| Gordon Griffith       | jongen        |
| Billy Jacobs          | jongen        |
| Charlotte Fitzpatrick | meisje        |
| Thelma Salter         | meisje        |